# ベストマート
ベストマートは、かつてベストコンビニエンスシステムが九州地方を中心に展開していたコンビニエンスストア。
2010年代に倒産したが、2022年12月現在福岡県、大分県、宮崎県に数店舗残存している。
日用品・デイリー商品・野菜・果物・フライヤー商品などを取り扱っている。

## 店舗一覧
2013年時点（住所は当時のもの）
（情報はベストマート公式サイトによる）
- こがや店（福岡県田川郡川崎町大字川崎字雁喰1047-5）
- とふろう店（福岡県太宰府市観世音寺1-29-1）
- 浅野町店（福岡県北九州市小倉北区浅野2丁目17-45）
- 山崎店（福岡県福岡市博多区千代4丁目4-16）
- 天瀬店（大分県日田市天瀬町女子畑1787-1）
- 安心院店（大分県宇佐郡安心院町大字木裳275-1）
- うちだ店（大分県豊後高田市大字森48-5）
- まるいち店（大分県臼杵市臼杵702-34）
- 国東店（大分県国東市国東町鶴川823-1）
- 高鍋店（宮崎県児湯郡高鍋町大字北高鍋1268-3）

　 計10店舗